# Jane Seymour
Jane Seymour, född omkring 1508 troligtvis på godset Wolfhall i Savernake, död 24 oktober 1537 i Hampton Court Palace i Middlesex, var drottning av England som kung Henrik VIII:s tredje hustru från maj 1536 fram till sin död. Hon påbörjade sin bana vid hovet genom att anställas vid Katarinas av Aragonien hovstat. Katarinas äktenskap med Henrik VIII förklarades ogiltigt 1533 och han gifte sig istället med Anne Boleyn. Jane tvingades då återvända hem till Wolfhall och där vänta på äktenskapsförfrågningar. Då inget lämpligt äktenskap kunde arrangeras anställdes hon vid okänd tidpunkt även vid Annes hov.
År 1536 inledde Henrik VIII en uppvaktning av Jane, trots att Henrik och Anne var gifta. Den 19 maj 1536 avrättades Anne och dagen efter förlovades Henrik och Jane officiellt. Den 30 maj gifte de sig och den 4 juni utropades Jane till drottning. Hon kröntes dock aldrig, då Henrik ville vänta med kröningen tills en son fötts. År 1537 blev Jane gravid. Den 12 oktober födde hon sonen Edvard, som senare kom att efterträda Henrik som kung. Förlossningen, som hade varit svår, utdragen och plågsam, ledde till att Jane insjuknade i barnsängsfeber och avled den 24 oktober. Hon begravdes i St. George's Chapel, Windsor och är den enda av Henriks drottningar som fått dela hans gravrum. Efter Jane tog det tre år innan han tog en ny hustru. Som mor till Henriks ende överlevande son anses Jane ofta ha varit den hustru Henrik hållit främst.
Sitt hov höll hon mycket strikt. Janes hov hade regler, moral och etikett, som vid brott kunde leda till förvisning från hovet. Jane, likt resten av hennes familj, var konservativ katolik.

## Bakgrund
Janes familj tillhörde lantadeln i Wiltshire; hon var dotter till Sir John Seymour, kronojägare i Savernake Forest, och Margery Wentworth, ättling till Edward III. Deras familjenamn stavades ursprungligen St Maur, och familjen anlände till England med Vilhelm Erövraren. Familjen blev adlig genom att Janes förfader Roger Seymour gifte sig med Maud, som var dotter till sir William Esturmy. Janes farfarsfar, John Seymour, var sheriff i Wiltshire och parlamentsledamot. Genom detta blev familjen allt viktigare i Wiltshire. Liksom Henrik VIII:s övriga hustrur hade Jane kungligt påbrå i och med att hon på mödernet härstammade från Edward III. Genom sin gammelfarmor Elizabeth Cheney var hon också syssling med Anne Boleyn, som var Henriks andra hustru.
Inte mycket är känt om Janes far John Seymour, förutom att han snarare var krigare än hovman. Han tjänstgjorde under Henrik VII vid slaget vid Blackheath i Kent. Han var även med Henrik VIII i Frankrike. Genom sin mor var Jane besläktad med många av de mäktigare engelska familjerna, och personer som Anne Boleyn och Thomas Howard, 3:e hertig av Norfolk.

## Barndom och uppväxt

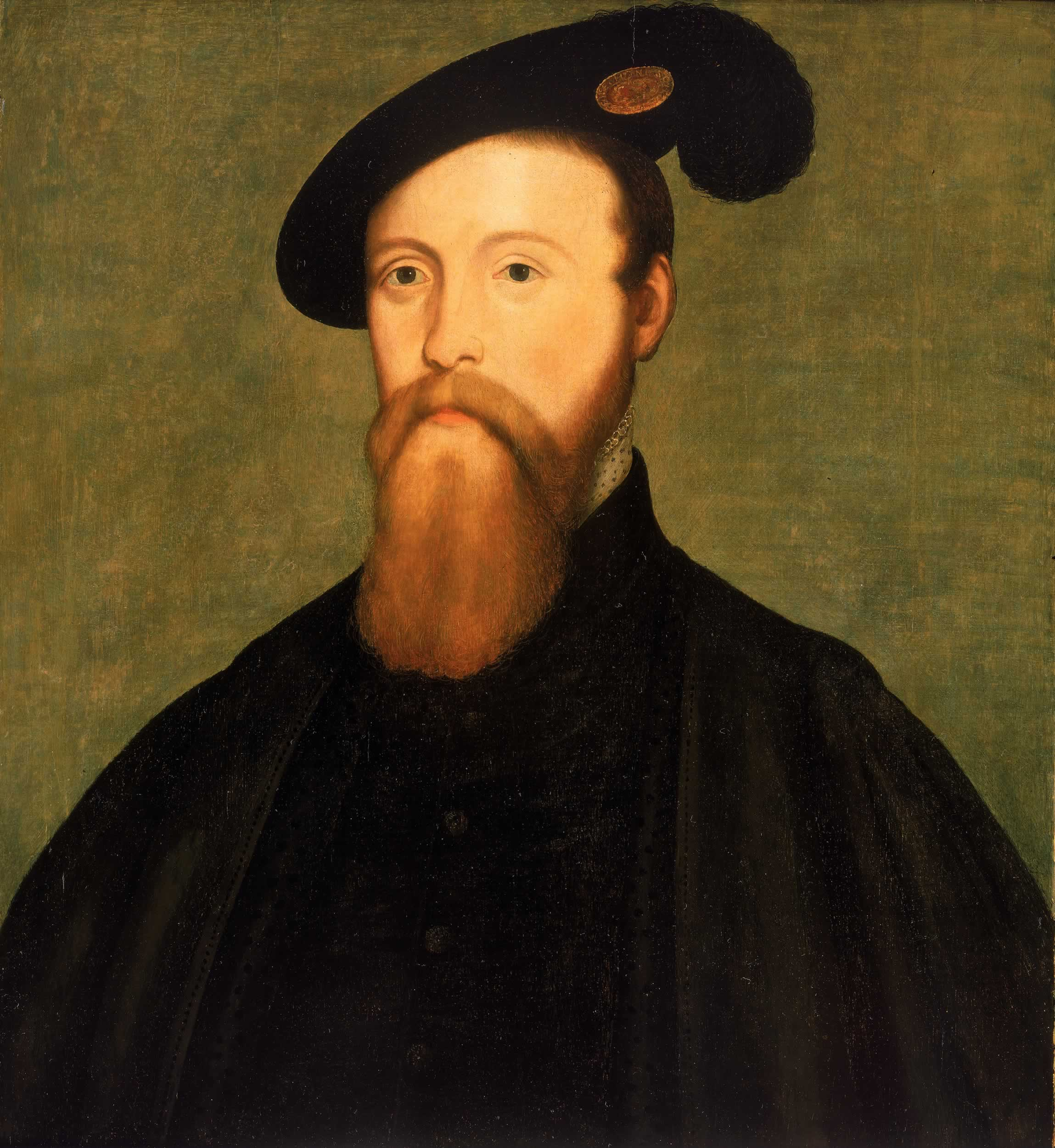
Thomas Seymour, Janes bror.

Janes föräldrar vigdes den 22 oktober 1494, och det faktum att de fick tio barn, att hennes mor överlevde hennes far med femton år, och att hennes mor aldrig gifte om sig, tolkas av historikern Elizabeth Norton som att föräldrarna var nöjda med sitt äktenskap. Hennes mor, Margery, stod för en stor del av hushållsarbetet och undervisade sina barn. De första fyra barnen i familjen var pojkar och Jane föddes som det femte barnet. Det finns ingenstans något födelsedatum angivet, men datumet brukar anges till någon gång mellan 1508 och 1509.
Den största delen av Janes barndom tillbringades förmodligen tillsammans med hennes syskon i Wolfhall. Syskonen Thomas och Elizabeth var närmaste henne i ålder. Inte mycket finns bevarat om hennes utbildning. Jane Seymours far hade dock tagit tillräckligt intryck av de nya idealen vad gällde utbildning för kvinnor för att låta Jane få lära sig läsa och skriva, vilket innebar att hon var mer utbildad än de flesta av samtidens kvinnor, men därutöver hade hennes utbildning huvudsakligen bestått av undervisning i traditionella kvinnliga färdigheter såsom broderi och hushållssysslor. Hon var duktig på att brodera, och mer än hundra år efter hennes död fanns hennes broderier fortfarande bevarade i de kungliga samlingarna. Hon fick förmodligen grundläggande undervisning av kaplanen i Wolfhall. Förutom att läsa och skriva kunde hon en del franska och möjligtvis lite latin. Hennes undervisning var mer anpassad till en lantadelsdams behov än till en framtida drottnings. Hon undervisades även i, och blev duktig på, ridning och jakt.
Jane intog dock ingen central plats bland sina syskon. Den mest uppmärksammade bland syskonen, hennes äldsta bror John, som alltså var faderns arvinge, var sjuklig och dog ung 1510. Familjen tog det hårt, även om Jane vid tillfället inte var mer än högst ett par år gammal. Flera av de andra barnen skulle komma att dö senare, exempelvis de två yngsta, Margery och Anthony, som kan ha dött i engelska svetten 1528. Dödsfallen bidrog till att sonen Edward kom att stå i centrum och han fick tjänst i Maria Tudors hushåll och kom därifrån att stiga i graderna. Thomas Seymour blev också prominent. Jane fick vänta hemma på Wolfhall på nyheter om en egen trolovning, men inga förfrågningar kom förrän förhållandevis sent, när hon var över 20 år, möjligtvis för att hon inte sågs som ett fördelaktigt giftermål. Hon hade inte någon hemgift att tala om, på grund av att hon tillhörde en stor syskonskara. Hennes syster Elizabeth giftes bort tidigare, kanske för att hon sågs som mer attraktiv. Jane har beskrivits som ganska intetsägande, trots att hon hade blont hår och blek hy som dåtidens ideal föreskrev. Jane fick därför anställning vid Henrik VIII:s hov.

## Vid Katarinas hov

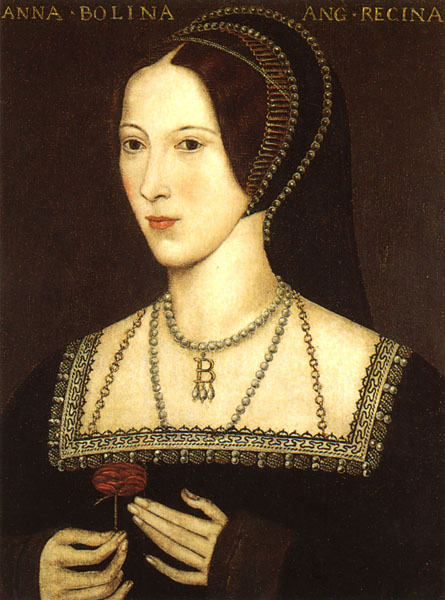
Anne Boleyn.

Väldigt lite finns beskrivet om Janes hovliv före 1536, men man har funnit bevis för att hon blev utsedd till hovdam hos drottning Katarina av Aragonien. Man vet inte exakt vilket datum detta skedde, men eftersom man vet att det var innan Katarina fråntogs drottningtiteln och skilsmässan mellan henne och Henrik VIII började diskuteras, bör det ha varit omkring 1527–1529. Sir Francis Bryan, en nära släkting till Jane, kan ha introducerat henne för Katarina. Vid Katarinas hov träffade Jane även Katarinas dotter, Maria Tudor, senare Maria I av England. Jane beundrade båda personernas religiösa hängivelse, och behandlade Maria som Henrik VIII:s rättmätiga arvtagare.
Däremot uppskattade hon inte Anne Boleyn. Trots att de var släkt med varandra, hade de lite gemensamt. Under skilsmässotiden tillbringade Jane mycket tid med Katarina, och observerade noga händelseutvecklingen. När Jane kom till hovet hade Henrik förmodligen redan påbörjat en relation med Anne Boleyn. Anne vägrade vara Henriks älskarinna, och gick enbart med på att gifta sig med honom. År 1527 påbörjade Henrik VIII sina förhandlingar om skilsmässa. Vid Katarinas hov, där Jane befann sig, var man fullt medvetna om skilsmässans händelseförlopp, genom rykten som spreds, även om man inte till en början kunde tänka sig att Anne var näst på tur som drottning. Den första tid som Jane tillbringade vid hovet var säkerligen ingen munter tid, med stora spänningar mellan Katarina och Anne. Anne började samla ihop personer till ett eget hov, och även om Jane inte var en av de som kom till Annes hov, var hon, som de flesta andra, chockerad över händelsen. Janes senare uppförande mot Anne visade hur lite hon hade till övers för henne, och hon skrattade senare tillsammans med övriga hovdamer åt Annes kommande nederlag.
I november 1531 sändes Katarina i exil till The More. Även om Jane inte finns med i några protokoll om händelsen, finns det inga bevis som säger att hon inte följde med. Förmodligen ville inte Jane lämna sin position vid hovet, eftersom hon inte hade fått några äktenskapsförfrågningar. Den byggnad de kom till var i skrämmande dåligt skick. Slottet hade valts ut av Henrik för att bryta ner Katarinas mod, varpå earlen av Sussex anlände till The More tillsammans med William FitzWilliam, 1:e earl av Southampton för att be Katarina skriftligen acceptera äktenskapets ogiltighet, vilket hon dock vägrade. Katarina sändes därefter till slottet i Ampthill. Även om det slottet var i bättre skick, såg Katarina det som ännu ett tecken på nedgång. I Ampthill underrättades Katarina om att Henrik hade gift sig med Anne, vilket innebar att Jane snart skulle bli tvungen att lämna Katarinas hov. I augusti 1533 skickades Katarina till slottet Buckden; enbart tio hovdamer, en läkare, en farmaceut och hennes biktfader följde med, och Jane var inte bland dem.

## Hemma i Wolfhall
Jane fick inte omedelbart anställning vid den nya drottningens hov. I augusti 1533, när Katarinas hov avskedades, packade Jane ihop sina tillhörigheter för att resa tillbaka till Wolfhall, för första gången på mellan fyra och fem år. Jane var förmodligen besviken över att hennes anställning vid hovet hade fått ett så abrupt slut, eftersom hon uppges ha varit stolt över sin plats där. Väl hemma förmodades hennes familj istället arrangera ett giftermål åt henne. Wolfhall var inte längre det glada barndomshem Jane hade växt upp i, delvis på grund av att Janes bror Edwards äktenskap hade gått i spillror sedan att hans hustru hade haft ett förhållande med en annan man.
Skandalen påverkade Jane och kan ha varit en av anledningarna till avsaknaden av äktenskapsförfrågningar. Efter ett tag, när halva 1534 hade gått kom dock en förfrågan, från den enda överlevande sonen till sir Robert och lady Dormer, William Dormer. Det finns inga uppgifter om Janes åsikter om förfrågan. Det finns idag ingen information om huruvida de någonsin hade en relation eller inte. Det är dock intressant att nämna att William senare, när Jane dött, döpte sin äldsta dotter till Jane. Man vet att Jane var mycket förtjust i tanken på ett giftermål med Dormer, och Janes föräldrar samtyckte, även om Williams föräldrar hade andra planer. Den enda anledningen till att de övervägde giftermålet var att sir Francis Bryan, som var närstående kungen personligen frågade dem, och de ville inte förnedra kungens vän. Jane hade ju knappt någon hemgift att komma med, var ingen arvtagare och kom inte från en tillräckligt framstående familj.
För att fördriva tiden i väntan på giftermål, broderade, jagade och gick hon omkring på Wolfhalls ägor.

## Vid Annes hov
När Katarinas äktenskap med kungen förklarades upplöst och Anne Boleyn blev drottning, fortsatte Jane sin tjänstgöring som hovdam hos henne. När Jane kom i Annes tjänst är dock osäkert. Även om Jane ogillade Anne så visade hon det aldrig öppet för henne. Janes huvudsakliga syfte vid hovet var att stiga i graderna och hon ville därför inte göra sig ovän med kungens hustru. I september 1535 besökte Henrik och Anne Wolfhall under en resa genom landet. Det är möjligt att Henriks förälskelse i Jane började där, men man vet inte säkert om Jane över huvud taget var närvarande vid Wolfhall vid deras besök. Jane anges ha varit blyg, blek och blond, alltså den självsäkra, mörkhåriga och olivhyade Anne Boleyns motsats. Henrik inledde en uppvaktning av Jane i januari 1536; en av anledningarna att de senare gifte sig kan ha varit för att Janes föräldrar hade en ovanligt stor barnskara utan spädbarnsdöd. Att gifta sig med henne skulle kunna innebära en ny start, vilken skulle låta honom lägga "The King's Great Matter" bakom sig. Jane var mycket försiktig i framskridandet; Henrik sände vid ett tillfälle ett brev och en present, och hon besvarade det med ödmjukhet men principfasthet, genom att sända tillbaka presenten. I april skall Henrik uttryckligen ha velat gifta sig med Jane, även om Anne fortfarande hade en hel del makt vid hovet. Det sägs att han gav Jane en berlock med sitt miniatyrporträtt och att Jane satte sig i kungens knä. Anne Boleyn fann dem när Jane satt i Henriks knä och ställde till med en stor scen.
År 1536 anklagades Anne för äktenskapsbrott, incest och högförräderi. Jane blev samtidigt Henrik VIII:s öppna kärlek. Moderna politiska analytiker har spekulerat i att Thomas Cromwell, familjen Seymour och Katarina av Aragonien med släktingar svurit sig samman för att förstöra familjen Boleyn. Henriks största anledning var dock sannolikt emotionell, och att han behövde en syndabock. Anne erkände aldrig; det gjorde inte heller de andra som skulle avrättas, förutom Mark Smeaton, musiker vid Annes hov, som erkände under tortyr. Om hans erkännande stämmer skulle det betyda att Anne var skyldig på en punkt själv; det är dock inte speciellt troligt att Smeaton var skyldig. Loades skriver i sin bok, att det enda hon var skyldig till var att "vara för smart och ha för stor sexuell attraktionskraft".

## Drottning
Anne Boleyn avrättades den 19 maj 1536. Så fort Henrik fick reda på nyheten åkte han till ett hus vid Themsen där han hade placerat Jane några dagar tidigare. Dagen därpå förlovade sig Henrik och Jane officiellt. Jane beskrivs inte som en skönhet – hon har kallats alldaglig och undersätsig. Henrik kan möjligen ha ansett henne vara en skön omväxling efter det stormiga äktenskapet med Anne. Jane var varken passionerad eller krävande. Hon var förmodligen intelligent, och Henrik tyckte om intelligenta kvinnor. Janes främsta kvalitet, som inte Anne hade, var lugn och ett kontrollerat sunt förnuft. Efter förlovningen återvände Jane till Wolfhall, för att förbereda sig inför bröllopet, som ägde rum den 30 maj 1536. Den 4 juni samma år utropades Jane till drottning. Under samma höst uppstod politiska motsättningar bland folket. De konservativa accepterade Jane som drottning, medan det radikala Boleyn-partiet krossades och besegrades. Jane kröntes aldrig, delvis på grund av att pesten härjade i London vid denna tid, och delvis för att kungen ville vänta med kröningen tills Jane fött honom en son och arvinge.
Jane började få en symbolisk betydelse för England. Henrik såg henne som sin första "sanna hustru", och hennes hov blev noga övervakat. Jane ansågs föra ett strikt hov under sin tid som drottning av England. Sina närmaste vänner och hovdamer valde hon ur sin egen familj. Det renässanshov, fyllt av fester, lyx och lärda diskussioner som Anne Boleyn hade omgivit sig med, ersattes under Jane av ett hov präglat av stränga regler, moral och etikett. Den som inte följde reglerna noggrant förvisades från drottningens uppvaktning. Det franskinspirerade mode som introducerats av Anne Boleyn förkastades och byttes ut mot det spanska mode som funnits under Katarinas av Aragonien tid.
Politiskt hörde familjen Seymour till de mer konservativa. Drottning Jane gjorde ytterst få försök att påverka kungen i politiska frågor. Ett undantag var när hon utbad sig om nåd för de upprorsmän som deltagit i den revolt som gått till historien som Pilgrimage of Grace. Ett annat var att hon bad Henrik att inte stänga fler kloster. Det sägs att Henrik avvisade hennes bön genom att påminna Jane om hur det gått för de hustrur som tidigare blandat sig i statens affärer. Jane var katolik och det brukar ses som en av anledningarna till att hon ansträngde sig för att återskapa en god relation mellan Henrik VIII och hans äldsta dotter, Maria. Jane ansåg att hon inte hade rätt att blanda sig i kungens affärer, men avstod inte helt från att försöka utöva inflytande. Den stora skillnaden mellan henne och Anne ska ha varit att Jane visste när hon skulle sluta; det gjorde inte Anne.

## Död

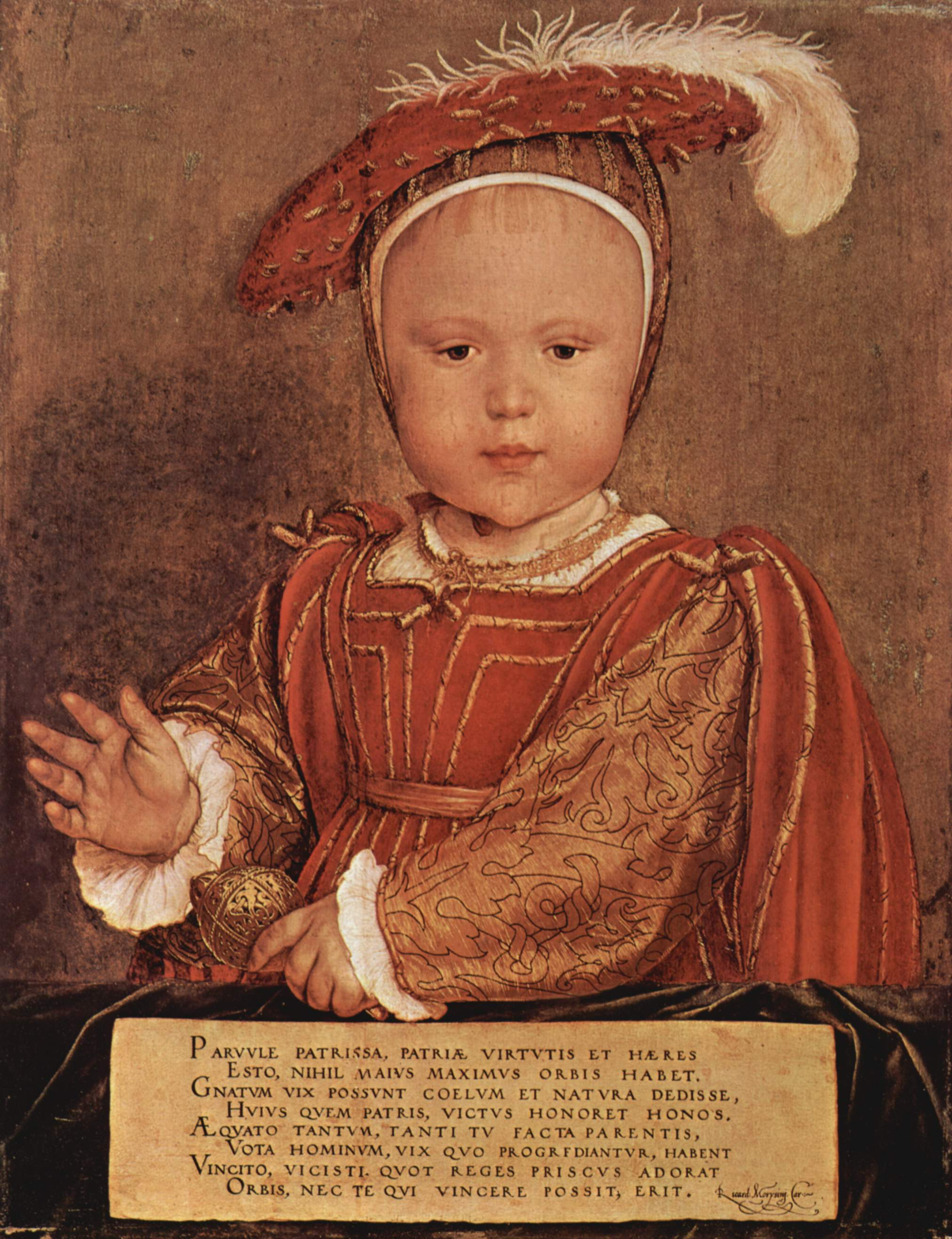
Edward VI, son till Jane Seymour och Henrik VIII

Jane blev gravid 1537. Över hela England sjöngs lovsånger, och det bads i kyrkorna om att en frisk prins skulle födas. Under graviditeten utvecklade hon en smak för vaktlar, som kungen därför lät importera från Calais och Flandern. Jane födde den 12 oktober 1537 sonen Edward, som kom att efterträda Henrik på tronen.
| ” | Var väl hälsade, ni trogna och varmt avhållna, och då Allsmäktig Gud i sin ovärderliga godhet och nåd låtit oss förlösas i barnsäng av en prins, som avlats i det högst lagliga äktenskapet mellan min herre konungens majestät och oss själva, tvekar vi inte om att er kärlek och tillgivenhet för oss och för detta rikes gemensamma väl innebär att vetskap om detta torde vara lyckliga och glada nyheter för er, varför vi har funnit för gott att försäkra er om desamma. I syfte att ni inte endast skall kunna skänka Gud välförtjänta tacksägelser och böner för denna stora förmån, utan även fortsättningsvis be för att densamma länge skall bevaras här i detta liv till Guds ära, konungens och vår glädje och förnöjelse samt detta hela rikes allomfattande väl, ro och lugn. Avfattat under vårt sigill på min herres herrgård Hampton Court, den 12:e dagen i oktober. Jane the Quene. | „ |
| – Brev till Henrik VIII. Även om det inte är säkert att hon personligen skrev det är det undertecknat med hennes sigill. | |   |

Dagarna efter Edvards födelse var Jane med i festligheter och firade födelsen. Jane kunde inte vila, och dessutom kan hon ha undertryckt sina känslor av ohälsa. Edvard döptes den 15 oktober, men två dagar efter det blev det uppenbart att drottningen var svårt sjuk. Förlossningen hade varit mycket svår, utdragen och plågsam. Trots detta var flera krönikörer hoppfulla; advokaten John Husee skrev att han förväntade sig att hon snart skulle återhämta sig. Henrik var inte alls orolig för hennes hälsa och ville göra henne lycklig genom att ge Edvard titeln prins av Wales. Janes familj från Wolfhall främjades genom befordringar. Den 18 oktober var det uppenbart att hon hade drabbats av barnsängsfeber och var döende. Hennes hälsa gick upp och ner, med toppar och dalar, men den 23 oktober drabbades hon av blodförgiftning. På morgonen den 24 oktober gavs den sista smörjelsen. Doktorerna sade att hon hade nått en krispunkt – om hon överlevde dagen skulle hon förmodligen överleva. Hon blev dock sämre och sämre under dagen, och dog senare, strax efter midnatt, i barnsäng, på Hampton Court. Det cirkulerade rykten om att prinsen fått födas genom kejsarsnitt och att Jane avlidit till följd av detta. Detta är dock motbevisat genom att källor klart påvisar att drottningen levde efter förlossningen.
Henrik bestämde att när han själv dog skulle han begravas bredvid henne i St. George's Chapel i Windsor, där de också vilar idag. Begravningen skulle bli lika fin som Elizabeth av Yorks, Henriks mor. Henrik hjälpte, som seden var, inte till med förberedelserna; det gjorde dock Maria I av England. Processionen var dyrbart utrustad och gick genom Hampton Court, där alla draperier var svarta. Likvagnen var dekorerad med fanor som visade Janes förfäder och make. Kapellet var också svartklätt. Maria förberedde allt, men var för ledsen för att kunna fullfölja alla förberedelser, som istället utfördes av markisinnan av Exeter. En högtidlig gudstjänst hölls till Janes ära. Maria, som blivit Janes närmsta vän, deltog senare vid andra gudstjänster som hölls för Jane. Maria betalade ut stora summor till hennes släkt i Wolfhall. Under tolv dagar låg hon kvar i Hampton Courts kapell, innan begravningen slutligen stod den 12 november. Jane var den enda av Henrik VIII:s drottningar som fick en offentlig, kunglig begravning, eftersom hon hade varit så populär, både bland folket och hos Henrik. Efter hennes död tog det tre år innan han tog sig en ny hustru. Jane dog precis efter att hennes ställning som drottning bekräftats. Hennes makt hade förmodligen ökat och det är möjligt att hon hade blivit regent åt sin son när han efterträdde sin far som kung.

## Eftermäle

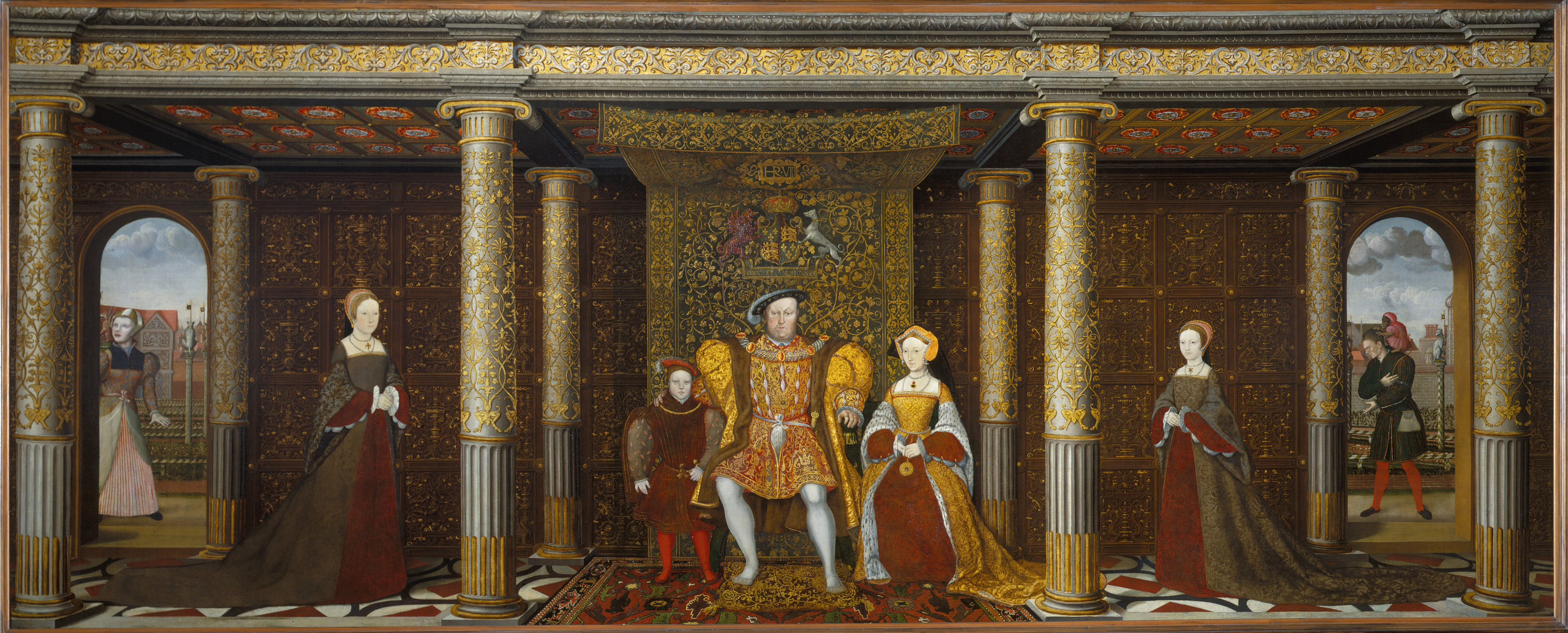
Jane Seymour är avbildad på det stora dynastiska porträtt Henrik lät göra 1545, då Jane varit död i 8 år och kungen var omgift med Katarina Parr.

Folkvisan The Death of Queen Jane, om drottning Janes död, började cirkulera strax efter hennes bortgång. Den beskriver på ett romantiskt och historiskt inkorrekt sätt hur Jane dör då hon föder sin son. Låten Lady Jane av Rolling Stones sägs handla om Jane Seymour.
Jane Seymour anses ofta ha varit Henrik VIII:s populäraste drottning. Genom sin klassklättring fick hela hennes ursprungligen lantliga familj en dramatisk makt- och statusmässig uppgång. Jane lyckades slutligen ge Henrik VIII en manlig arvinge. Han gjorde dock inga ansatser att legitimera äktenskapet på det sätt som det katolska Europa efterfrågade. Om hon hade levt vidare kanske han dock hade gjort så, på grund av hennes djupt konservativa religiösa åsikter. Det verkar däremot inte alldeles troligt, på grund av att upplösningen av kloster och "pilgrimage of grace" kulminerade under perioden. Jane blev djupt saknad, delvis eftersom hon dog när hon precis hade fött en levande son. Henrik sörjde tills efter jul, och Jane var den enda fru han någonsin offentligen sörjde. Jane hade aldrig för avsikt att påverka Henrik mot hans vilja, såsom Anne Boleyn hade försökt göra, och var mycket väl medveten om osäkerheten i sin position. Hon dog just när hennes position slutligen blivit helt säkrad.
Jane är den av Henriks fruar som det existerar minst forskning om, och hon har setts som en relativt ointelligent medelmåtta under hans tid som kung. Denna bild är något snedvriden – i primärkällorna porträtteras hon som en skarpsinnig politiker och stark karaktär. Hon anses ha haft mindre chans att bli Henriks fru, om hennes ambition inte varit lika stor som Anne Boleyns. Skillnaden var att Jane aldrig kände sig säker; hon hade sett en av hans fruar hetsas till sin död, och en annan avrättas. Janes prioritet var alltid att undvika sina föregångares öde. Hennes politiska intressen framstår tydligt: hon försökte rädda klostren och sympatiserade med rebellerna i "Pilgrimage of Grace". Hon var djupt konservativ. När hon slutligen kunde börja engagera sig i politiken med säkerheten i behåll dog hon. När Henrik dog blev Edvard kung. Edvard hyllades som en stor framtida kung. Hans lärare John Cheke skrev att "Sannerligen siar jag, att med Herrens välsignelse, kommer han att visa sig vara en sådan kung, som varken ger efter åt Josiah i upprätthållandet av den sanna religionen; inte heller åt Salomo i förvaltningen av staten, eller åt David i uppmuntran av gudsfruktan." Med sin bleka hy och sitt ljusa hår var Edvard sin mor upp i dagen. Han kom att betrakta Henriks sista fru – Katarina Parr – som sin mor, för att minska tomheten efter sin döda mor. Båda bröderna Seymour, Thomas och Edward, befordrades efter Janes död. Exempelvis blev Edward hertig av Somerset. Janes största arv till historien är sonen Edvard och brödernas karriärer, vilka kom att påverka Englands utveckling.
| ” | Bland övriga vars värdiga liv Har löpt dygdens lopp till dess slut, O ädla Hågkomst! Granska ditt följe Och dela åt Drottning Jane en plats ut, En nymf, av kyska Dianas följe, En dygdig jungfru i saknadens minne, Som ägde trots sin späda ungdom en husfrus hjärta, Och ett ödmjukt och högst saktmodigt sinne. Till åminnelse av Henriks känslor för Jane efter hennes död. | „ |

Under Henriks sista decennium i livet ska han ha sett tillbaka på sitt liv med Jane med saknad. Även om han inte alltid behandlade henne väl beskrevs hon som hans stora kärlek efter sin död. Det var med Jane som Henrik bad att få begravas när han låg på sin dödsbädd. Hon gav honom det han ville – en son – och dog när hon var som mest ärad. Janes sista arv var oväntat. Även om det tog ett tag, tre år, och även om han sörjde hennes plötsliga död, var ett nytt giftermål oundvikligt, då tronföljden krävde fler söner. När Jane och Henrik gifte sig hade Henrik redan slagit omvärlden med häpnad genom att ha många fruar. Janes sista arv var att hennes död tvingade honom till att gifta om sig igen, och på så sätt skapa en fortsättning på historien om Henrik VIII:s äktenskap.
Nedslagskratern Seymour på planeten Venus är uppkallad efter henne.

## Anfäder
| \| \| \| \| \| \| \| \| \| \| \| John Seymour \| \| \| \| \| \| \| \| \| \| \| \| \| \| \| \| \| \| \| \| \| \| \| \| \| \| \| \| \| \| \| \| \| \| \| \| \| \| \| \| \| \| \| \| \| \| \| \| \| \| \| John Seymour \| \| \| \| \| \| \| \| \| \| \| \| \| \| \| \| \| \| \| \| \| \| \| \| \| \| \| \| \| \| \| \| \| \| \| \| \| \| \| \| \| \| \| \| \| \| \| \| \| \| \| \| \| \| \| \| \| \| \| \| Elizabeth Croker \| \| \| \| \| \| \| \| \| \| \| \| \| \| \| \| \| \| \| \| \| \| \| \| \| \| \| \| \| \| \| \| \| \| \| \| \| \| \| \| \| \| \| \| \| \| \| \| \| \| \| \| \| \| \| \| \| \| \| \| John Seymour \| \| \| \| \| \| \| \| \| \| \| \| \| \| \| \| \| \| \| \| \| \| \| \| \| \| \| \| \| \| \| \| \| \| \| \| \| \| \| \| \| \| \| \| \| \| \| \| \| \| \| \| \| \| \| \| \| \| \| \| George Darrell \| \| \| \| \| \| \| \| \| \| \| \| \| \| \| \| \| \| \| \| \| \| \| \| \| \| \| \| \| \| \| \| \| \| \| \| \| \| \| \| \| \| \| \| \| \| \| \| \| \| \| \| \| \| \| \| \| \| \| \| Elizabeth Darrell \| \| \| \| \| \| \| \| \| \| \| \| \| \| \| \| \| \| \| \| \| \| \| \| \| \| \| \| \| \| \| \| \| \| \| \| \| \| \| \| \| \| \| \| \| \| \| \| \| \| \| \| \| \| \| \| \| \| \| \| Margaret Stourton \| \| \| \| \| \| \| \| \| \| \| \| \| \| \| \| \| \| \| \| \| \| \| \| \| \| \| \| \| \| \| \| \| \| \| \| \| \| \| \| \| \| \| \| \| \| \| \| \| \| \| \| \| \| \| \| \| \| \| \| Jane Seymour \| \| \| \| \| \| \| \| \| \| \| \| \| \| \| \| \| \| \| \| \| \| \| \| \| \| \| \| \| \| \| \| \| \| \| \| \| \| \| \| \| \| \| \| \| \| \| \| \| \| \| \| \| \| \| \| \| \| \| \| Philip Wentworth \| \| \| \| \| \| \| \| \| \| \| \| \| \| \| \| \| \| \| \| \| \| \| \| \| \| \| \| \| \| \| \| \| \| \| \| \| \| \| \| \| \| \| \| \| \| \| \| \| \| \| \| \| \| \| \| \| \| \| \| Henry Wentworth \| \| \| \| \| \| \| \| \| \| \| \| \| \| \| \| \| \| \| \| \| \| \| \| \| \| \| \| \| \| \| \| \| \| \| \| \| \| \| \| \| \| \| \| \| \| \| \| \| \| \| \| \| \| \| \| \| \| \| \| Mary Clifford \| \| \| \| \| \| \| \| \| \| \| \| \| \| \| \| \| \| \| \| \| \| \| \| \| \| \| \| \| \| \| \| \| \| \| \| \| \| \| \| \| \| \| \| \| \| \| \| \| \| \| \| \| \| \| \| \| \| \| \| Margery Wentworth \| \| \| \| \| \| \| \| \| \| \| \| \| \| \| \| \| \| \| \| \| \| \| \| \| \| \| \| \| \| \| \| \| \| \| \| \| \| \| \| \| \| \| \| \| \| \| \| \| \| \| \| \| \| \| \| \| \| \| \| John Say \| \| \| \| \| \| \| \| \| \| \| \| \| \| \| \| \| \| \| \| \| \| \| \| \| \| \| \| \| \| \| \| \| \| \| \| \| \| \| \| \| \| \| \| \| \| \| \| \| \| \| \| \| \| \| \| \| \| \| \| Anne Say \| \| \| \| \| \| \| \| \| \| \| \| \| \| \| \| \| \| \| \| \| \| \| \| \| \| \| \| \| \| \| \| \| \| \| \| \| \| \| \| \| \| \| \| \| \| \| \| \| \| \| \| \| \| \| \| \| \| \| \| Elizabeth Cheyney \| \| \| \| \| \| \| \| \| \| \| \| \| \| \| \| \| \| \| \| \| \| \| \| \| \| \| \| \| \| \| \| \| \| \| \| \| \| \| \| \| \| \| |                   |  |  |  |  |  |  |  |  |              |  |  |  |
| |                   |  |  |  |  |  |  |  |  | John Seymour |  |  |  |
| |                   |  |  |  |  |  |  |  |  |              |  |  |  |
| |                   |  |  |  |  |  |  |  |  |              |  |  |  |
| |                   |  |  |  |  |  |  |  |  |              |  |  |  |
| | John Seymour      |  |  |  |  |  |  |  |  |              |  |  |  |
| |                   |  |  |  |  |  |  |  |  |              |  |  |  |
| |                   |  |  |  |  |  |  |  |  |              |  |  |  |
| |                   |  |  |  |  |  |  |  |  |              |  |  |  |
| | Elizabeth Croker  |  |  |  |  |  |  |  |  |              |  |  |  |
| |                   |  |  |  |  |  |  |  |  |              |  |  |  |
| |                   |  |  |  |  |  |  |  |  |              |  |  |  |
| |                   |  |  |  |  |  |  |  |  |              |  |  |  |
| | John Seymour      |  |  |  |  |  |  |  |  |              |  |  |  |
| |                   |  |  |  |  |  |  |  |  |              |  |  |  |
| |                   |  |  |  |  |  |  |  |  |              |  |  |  |
| |                   |  |  |  |  |  |  |  |  |              |  |  |  |
| | George Darrell    |  |  |  |  |  |  |  |  |              |  |  |  |
| |                   |  |  |  |  |  |  |  |  |              |  |  |  |
| |                   |  |  |  |  |  |  |  |  |              |  |  |  |
| |                   |  |  |  |  |  |  |  |  |              |  |  |  |
| | Elizabeth Darrell |  |  |  |  |  |  |  |  |              |  |  |  |
| |                   |  |  |  |  |  |  |  |  |              |  |  |  |
| |                   |  |  |  |  |  |  |  |  |              |  |  |  |
| |                   |  |  |  |  |  |  |  |  |              |  |  |  |
| | Margaret Stourton |  |  |  |  |  |  |  |  |              |  |  |  |
| |                   |  |  |  |  |  |  |  |  |              |  |  |  |
| |                   |  |  |  |  |  |  |  |  |              |  |  |  |
| |                   |  |  |  |  |  |  |  |  |              |  |  |  |
| | Jane Seymour      |  |  |  |  |  |  |  |  |              |  |  |  |
| |                   |  |  |  |  |  |  |  |  |              |  |  |  |
| |                   |  |  |  |  |  |  |  |  |              |  |  |  |
| |                   |  |  |  |  |  |  |  |  |              |  |  |  |
| | Philip Wentworth  |  |  |  |  |  |  |  |  |              |  |  |  |
| |                   |  |  |  |  |  |  |  |  |              |  |  |  |
| |                   |  |  |  |  |  |  |  |  |              |  |  |  |
| |                   |  |  |  |  |  |  |  |  |              |  |  |  |
| | Henry Wentworth   |  |  |  |  |  |  |  |  |              |  |  |  |
| |                   |  |  |  |  |  |  |  |  |              |  |  |  |
| |                   |  |  |  |  |  |  |  |  |              |  |  |  |
| |                   |  |  |  |  |  |  |  |  |              |  |  |  |
| | Mary Clifford     |  |  |  |  |  |  |  |  |              |  |  |  |
| |                   |  |  |  |  |  |  |  |  |              |  |  |  |
| |                   |  |  |  |  |  |  |  |  |              |  |  |  |
| |                   |  |  |  |  |  |  |  |  |              |  |  |  |
| | Margery Wentworth |  |  |  |  |  |  |  |  |              |  |  |  |
| |                   |  |  |  |  |  |  |  |  |              |  |  |  |
| |                   |  |  |  |  |  |  |  |  |              |  |  |  |
| |                   |  |  |  |  |  |  |  |  |              |  |  |  |
| | John Say          |  |  |  |  |  |  |  |  |              |  |  |  |
| |                   |  |  |  |  |  |  |  |  |              |  |  |  |
| |                   |  |  |  |  |  |  |  |  |              |  |  |  |
| |                   |  |  |  |  |  |  |  |  |              |  |  |  |
| | Anne Say          |  |  |  |  |  |  |  |  |              |  |  |  |
| |                   |  |  |  |  |  |  |  |  |              |  |  |  |
| |                   |  |  |  |  |  |  |  |  |              |  |  |  |
| |                   |  |  |  |  |  |  |  |  |              |  |  |  |
| | Elizabeth Cheyney |  |  |  |  |  |  |  |  |              |  |  |  |
| |                   |  |  |  |  |  |  |  |  |              |  |  |  |
| |                   |  |  |  |  |  |  |  |  |              |  |  |  |

### Engelska originalcitat
1. ↑  "Right trusty and well beloved, we greet you well, and for as much as by the inestimable goodness and grace of Almighty God, we be delivered and brought in childbed of a prince, conceived in most lawful matrimony between my lord the king's majesty and us, doubting not but that for the love and affection which you bear unto us and to the commonwealth of this realm, the knowledge thereof should be joyous and glad tidings unto you, we have thought good to certify you of the same. To the intent you might not only render unto God condign thanks and prayers for so great a benefit but also continually pray for the long continuance and preservation of the same here in this life to the honor of God, joy and pleasure of my lord the king and us, and the universal weal, quiet and tranquility of this whole realm. Given under our signet at my lord's manor of Hampton Court the 12th day of October.
Jane the Quene."
2. ↑  "I prophesy indeed, that, with the lord's blessing, he will prove such a king, as neither to yield to Josiah in the maintenance of the true religion, nor to Soloman in the management of the state, nor to David in the encouragement of godliness."
3. ↑  "Among the rest whose worthie lyves
Hath runne in vertue's race,
 O noble Fame! peruse thy trayne,
And give Queene Jane a place.
 A nymphe of chaste Dianae's trayne,
 a virtuous virgin eke;
In tender youth a matron's harte,
 with modest mynde most meeke."

### Fotnoter
1. 1 2 3  Norton 2009, s. 7–9.
2. ↑  Norton 2009, s. 11.
3. ↑  Weir 2000, s. 47.
4. ↑  Norton 2009, s. 12–13.
5. ↑  Norton 2009, s. 14–16.
6. ↑  Norton 2009, s. 17.
7. ↑  Norton 2009, s. 18.
8. ↑  Norton 2009, s. 19–20.
9. ↑  Norton 2009, s. 21.
10. ↑  Norton 2009, s. 22–23.
11. ↑  Norton 2009, s. 24.
12. ↑  Norton 2009, s. 25.
13. ↑  Norton 2009, s. 24, 26.
14. ↑  Norton 2009, s. 32–34.
15. ↑  Norton 2009, s. 38–43.
16. ↑  Norton 2009, s. 44.
17. ↑  Norton 2009, s. 36–37, 39.
18. ↑  Norton 2009, s. 28, 36.
19. 1 2  Loades 2009, s. 73.
20. 1 2  Loades 2009, s. 88.
21. ↑  Loades 2009, s. 76.
22. ↑  Weir 2000, s. 123.
23. ↑  "She was guilty of nothing, except having too many brains and too much sex appeal"
24. ↑  Loades 2009, s. 81, 83–86.
25. ↑  Loades 2009, s. 86.
26. ↑  Loades 2009, s. 89.
27. ↑  Loades 2009, s. 92.
28. 1 2  Loades 2009, s. 94–95.
29. ↑  Starkey, David. ”Jane Seymour – Role as Queen”. The Six Wives of Henry VIII. http://www.pbs.org/wnet/sixwives/meet/js_handbook_role2.html
30. 1 2  Loades 2009, s. 97.
31. ↑  Farquhar 2001, s. 72.
32. ↑  Loades 2009, s. 96–99.
33. ↑  Letter of Queen Jane Seymour to the Privy Council of England 12 October 1537; Primary Sources, från Englishhistory.net. Läst 31 december 2010.
34. 1 2  Norton 2009, s. 100, 142–145.
35. ↑  Enligt tradition skulle den främsta sörjande vara av samma kön som den avlidna
36. ↑  Norton 2009, s. 149–150.
37. 1 2 3  Norton 2009, s. 154–157.
38. ↑  Norton 2009, s. 152.
39. ↑  Songfacts om Lady Jane
40. ↑  Om Lady Jane på Free pianosheets Music Arkiverad 23 december 2010 hämtat från the Wayback Machine.
41. ↑  Loades 2009, s. 153.
42. ↑  Norton 2009, s. 152–154.
43. ↑  Norton 2009, s. 153.
44. 1 2  Norton 2009, s. 154.
45. ↑  Norton 2009, s. 157–159.
46. ↑  ”Seymour on Venus” (på engelska). International Astronomical Union. 1 oktober 2006. https://planetarynames.wr.usgs.gov/Feature/5447. Läst 20 juni 2024.